# Metallo prezioso
Un metallo prezioso è un elemento chimico metallico raro e di elevato valore economico. Chimicamente, i metalli preziosi sono meno reattivi della maggior parte degli altri elementi. Di solito sono duttili ed hanno un'elevata lucentezza.

## Tassonomia
Oro (numero chimico 79), argento (numero chimico 47), platino (numero chimico 78) e palladio (numero chimico 46) hanno ciascuno un codice ISO 4217. Altri metalli preziosi sono il rutenio (numero chimico 44), il rodio (numero chimico 45), l'osmio (numero chimico 76) e l'iridio (numero chimico 77).
Se si prende la tavola periodica degli elementi di Mendeleev si noterà come siano tutti vicini e appartengano tutti al gruppo IUPAC VIII, tranne l'argento e l'oro che appartengono al gruppo IUPAC IB (tra l'altro immediatamente successivo rispetto al gruppo VIII).

## Descrizione
| Tipo     | Descrizione |
| -------- | --- |
| Rodio    | Il rodio è l'elemento chimico di numero atomico 45 e il suo simbolo è Rh. È un metallo di transizione raro, duro, bianco-argenteo. Si trova nei minerali del platino e, in lega con esso, è impiegato come catalizzatore. |
| Platino  | Il platino è un metallo, è l'elemento chimico di numero atomico 78 e il suo simbolo è Pt. È un metallo di transizione, malleabile, duttile (è il metallo più duttile dopo oro e argento) di colore bianco-grigio. |
| Oro      | L'oro è l'elemento chimico di numero atomico 79 e il suo simbolo è Au (dal latino aurum). È un metallo di transizione tenero, pesante, duttile, malleabile di colore giallo, dovuto all'assorbimento delle lunghezze d'onda del blu dalla luce incidente. |
| Rutenio  | Il rutenio è l'elemento chimico di numero atomico 44 e il suo simbolo è Ru. È un raro metallo di transizione del gruppo del ferro, si trova nei minerali del platino ed in lega con esso viene usato come catalizzatore. |
| Iridio   | L'iridio è l'elemento chimico di numero atomico 77 e il suo simbolo è Ir. È un metallo di transizione bianco-argenteo, molto duro, appartenente al gruppo del platino. Si trova in natura in lega con l'osmio e trova impiego nella produzione di leghe metalliche destinate a lavorare ad alta temperatura e in condizioni di elevata usura.                                                                 |
| Osmio    | L'osmio è l'elemento chimico di numero atomico 76 e il suo simbolo è Os. È un metallo di transizione del periodo del platino: è un metallo duro, di color blu-grigio o blu nerastro e si usa in alcune leghe con il platino e l'iridio. Si trova in natura in lega con il platino, nei minerali di quest'ultimo.                                                                                              |
| Palladio | Il palladio è l'elemento chimico di numero atomico 46 e il suo simbolo è Pd. È un metallo raro, di aspetto bianco-argenteo, del gruppo del platino a cui somiglia anche chimicamente: viene estratto principalmente da alcuni minerali di rame e nichel. I suoi usi più comuni sono nell'industria, come catalizzatore, e in gioielleria.                                                                     |
| Renio    | Il renio è l'elemento chimico di numero atomico 75 e il suo simbolo è Re. È un metallo di transizione bianco-argenteo, raro, pesante, polivalente; chimicamente somiglia al manganese e viene usato in alcune leghe. Il renio è ottenuto come sottoprodotto della raffinazione del molibdeno e le leghe renio-molibdeno sono superconduttrici. Il renio è stato l'ultimo elemento naturale a venire scoperto. |
| Argento  | L'argento è l'elemento chimico nella tavola periodica che ha simbolo Ag (dal latino Argentum) e numero atomico 47. È un metallo di transizione tenero, bianco e lucido; l'argento è il migliore conduttore di calore ed elettricità fra tutti i metalli, e si trova in natura sia puro che sotto forma di minerale.                                                                                           |
| Indio    | L'indio è l'elemento chimico di numero atomico 49 e il suo simbolo è In. Questo metallo raro, malleabile e basso-fondente è chimicamente affine all'alluminio e al gallio ma più ancora allo zinco, i cui minerali sono la principale fonte di questo elemento. |

## Galleria d'immagini

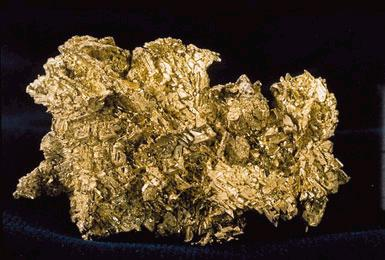
Oro
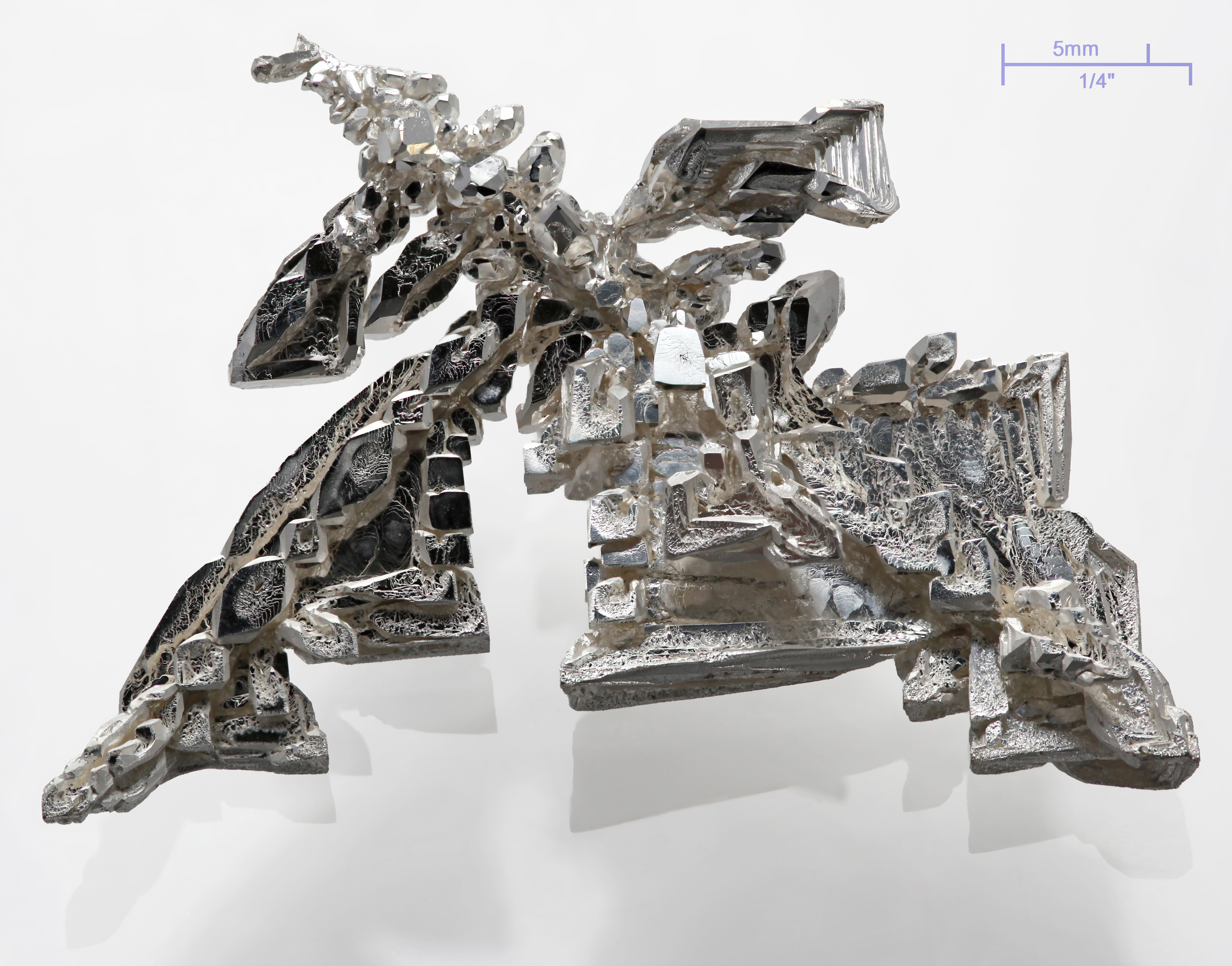
Argento
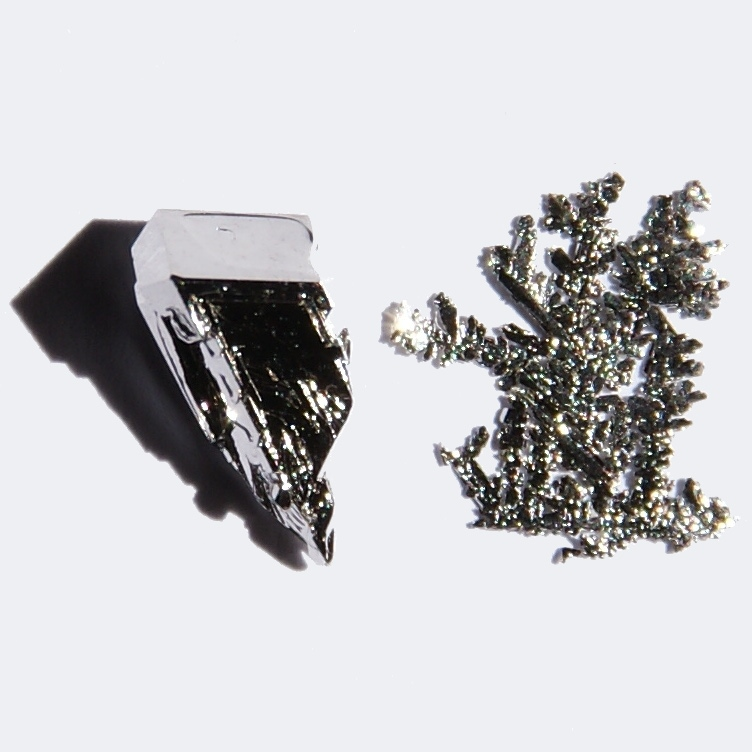
Platino
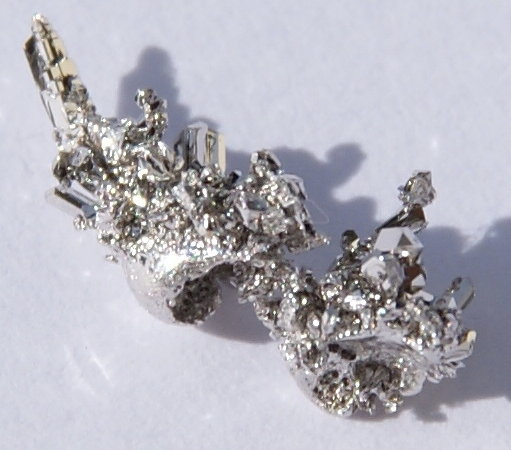
Palladio